# Río Gudenå

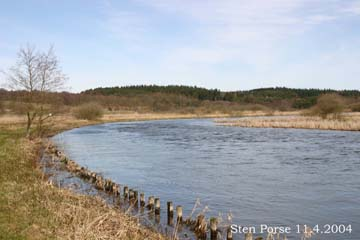
Una vista hacia el norte del río Guden cerca del lago Sming.

El río Gudenå (danés, Gudenåen), en la península de Jutlandia, es el más largo de Dinamarca. Recorre 149 kilómetros desde Tinnet Krat en el distrito de Vejle, entre Nørre Snede y Tørring-Uldum, hasta el fiordo de Randers en Randers, junto al estrecho de Kattegat, en un curso que lo lleva a través de Jutlandia central. En su camino atraviesa las aguas lacustres de Sminge Sø (Lago Sminge), Silkeborg Langsø, Brassø, Borre Sø, Julsø, Biksø, Rye Mølle Sø, Gudensø, Mossø, Vestbirk Sø y Naldal Sø.
El Gudenå surgió hace 15.000 años durante la última Edad de Hielo, cuando el hielo y las corrientes glaciares tallaron su cauce, Alberga muchas especies de animal.